# 施亞·亨特歷臣
施亞·亨特歷臣（Ezra Hendrickson，1972年1月16日—）一般称作亨利歷臣，生于聖文森特，聖文森及格瑞那丁职业足球运动员，现效力于美國職業足球大聯盟球会哥倫布機員，他曾為聖文森特和格林納丁斯國家足球隊上陣達到123次，並曾出戰1998,2002及2006世界盃足球外圍賽。